# فريدريش بوكهاردت
فريدريش بوكهاردت (17 مارس 1909، في ريغا - 21 ديسمبر 1982، في نوسباخ) كان موظفًا ألمانيًا في البلطيق لشوتزشتافل قاد Vorkommando Moskau، أحد أقسام أينزاتسغروبن بي. بعد الحرب، عمل لدى جهاز الاستخبارات البريطاني (حتى عام 1947) ثم، على الأرجح، لصالح وكالة المخابرات المركزية. لم تتم مقاضاة بوكهاردت أبدًا، كونه أحد العملاء ذوي السمعة الشريرة التي استخدمها الغرب بعد الحرب.

## الدراسات والثلاثينيات
درس بوكهاردت في صالة الألعاب الرياضية الألمانية في ريغا، لاتفيا والقانون في جامعة برلين وجامعة يينا. كانت أطروحته بعنوان «حقوق الأقليات القومية في لاتفيا وأهميتها وإدارتها الدولية». انضم إلى كتيبة العاصفة في أكتوبر 1933، لكنه غادر في العام التالي، ووجدها شديدة العمومية.

## قائمة المراجع
- ماتياس شرودر: Deutschbaltische SS-Führer und Andrej Vlasov 1942-1945: "Rußland kann nur von Russen besiegt werden": Erhard Kroeger، Friedrich Buchardt und die „Russische Befreiungsarmee" . Schöningh Verlag ، Paderborn / Wien / Zürich 2003 (الطبعة الثانية)، 256 صفحة، التسجيل، التصوير الفوتوغرافي.
- إرنست كلي: Das Personenlexikon zum Dritten Reich . فيشر، فرانكفورت أم ماين 2007. (ردمك 978-3-596-16048-8) . (الطبعة الثانية المحدثة)
- Guy Walters، Hunting Evil: مجرمو الحرب النازيون الذين هربوا والسعي لتقديمهم إلى العدالة (2009)، (ردمك 9780593059913)